# ولد مو
ولد مو هو فيلم كوميدي مغربي صدر سنة 2009، من إخراج داوود اولاد السيد، وبطولة كل من عبد الله فركوس، فاطمة بنمزيان، عبد الجبار لوزير، فضيلة بن موسى، وعبد الصمد مفتاح الخير. تدور أحداث الفيلم حول ساعي بريد في عقده الرابع من العمر، يعيش تحت هيمنة والدته التي لا تتردد في التدخل في أدق تفاصيل حياته. وحين يقرر الزواج، يجد نفسه ممزقًا بين طاعة أمه التي اختارت له عروسًا على هواها، وبين صوت قلبه الذي خفق لفتاة أخرى.

## القصة
يعيشُ ساعي البريد إدريس رفقةَ والدته لالة حادة المرأة قوية الشخصية بأحد المنازل العتيقة بمدينة مراكش؛ وإدريس هو الابن الوحيد لأمه التي تهتمُّ به كثيرًا خصوصا بعد وفاة رب الأسرة. في العادة لا يتجرأ إدريس على تنفيذ أي خطوة دون موافقة أمه التي تعمل جاهدةً على تزويج ابنها عبر الطريقة التقليدية وذلك بعدما أكملَ عقده الرابع وهو عازب فتنطلقُ في رحلة بحثٍ عن الفتاة المناسبة لتكون زوجة ابنها المدلل، لكن على الجانب الآخر تقود الصدفة إدريس ليتعرف على فتاة تدعى سعاد وهي فتاة جميلة وابنة جزار قاسي الطباع أجبرها على التزام البيت، فتعلق قلب إدريس بسعاد وأصبح دائم التفكير فيها بل وبعث لها رسالة غرامية ليتقن لاحقًا بأنها تبادله الحب بعد أن وصله الرد، ليجد نفسه في صراع داخلي بين رغبة والدته في تزويجه بطريقتها، وبين قلبه الذي اختار بالفعل زوجة المستقبل.

## طاقم التمثيل
- عبد الله فركوس بدور إدريس
- فاطمة بنمزيان بدور لالة حادة
- عبد الجبار لوزير بدور كبور
- فضيلة بن موسى بدور لالة زينب
- عبد الصمد مفتاح الخير بدور لطفي
- زينب السمايكي بدور والدة لطفي
- السعدية المراكشية بدور لالة زهرة
- زاهية الزاهيري بدور سعاد
- أنور الجندي بدور المدير
- مصطفى تاه تاه بدور مصطفى
- عبد اللطيف الشكرا
- عبد اللطيف التحفي
- محمد شحيمة
- محمد زروال
- محمد فرح
- حميد شوقي
- عبد المنعم الجندي
- عبد الجليل بلكبير
- محمد بلمقدم
- سالم الدابلا
- أمينة مشكور
- عبد الرحيم الجبيري
- أحمد العادلي
- وليد مزوار
- مريم أجدو
- كوثر ثابت

## وصلات خارجية
- ولد مو على موقع قاعدة بيانات الأفلام العربية